# Caesalpinia madagascariensis
Caesalpinia madagascariensis är en ärtväxtart som först beskrevs av René Viguier, och fick sitt nu gällande namn av Senesse. Caesalpinia madagascariensis ingår i släktet Caesalpinia och familjen ärtväxter. Inga underarter finns listade i Catalogue of Life.